# Joe Worrall (Schiedsrichter)
Joseph „Joe“ Bertram Worrall (* 21. Oktober 1945 in Warrington) ist ein ehemaliger englischer Fußballschiedsrichter.

## Sportlicher Werdegang
Zunächst Hauptschiedsrichter in der Cheshire County League rückte Worrall 1973 als Linienrichter in die Football League auf. Drei Jahre später wurde er dort zum Hauptschiedsrichter befördert und stand ab 1981 auf der FIFA-Schiedsrichterliste. Damit leitete er nicht nur internationale Vereinsspiele im Europapokal, sondern kam auch bei Länderspielen zum Einsatz. Sein Debüt feierte er im Januar 1984 beim 1:0-Auswärtserfolg Ungarns in Spaniens in einem Freundschaftsspiel, stand aber lange Zeit im Schatten englischer Referees wie George Courtney, Keith Hackett sowie Neil Midgley und kam somit kaum zu Pflichtspieleinsätzen. Ab 1992 gehörte er zu den ersten Schiedsrichtern in der neu eingeführten Premier League.
In der zweiten Hälfte der 1980er Jahre hatte sich Worrall als einer der führenden Schiedsrichter Englands etabliert. Das Spiel um den Charity Shield im Sommer 1985, in dem Meister FC Everton sich gegen den amtierenden Pokalsieger Manchester United mit einem 2:0-Erfolg durchsetzte, stand entsprechend ebenso unter seiner Spielleitung wie das Finalspiel um den League Cup 1987/88 zwischen Luton Town und dem FC Arsenal (3:2). Ein Jahr später leitete er das Merseyside Derby im Endspiel des FA Cup 1988/89 zwischen dem FC Liverpool und dem FC Everton, die „Reds“ setzten sich dabei mit 3:2 nach Verlängerung durch. Auch auf internationaler Ebene kam ihm eine Endspielleitung zu: Im UEFA-Pokal 1991/92 wurde er mit der Leitung des Hinspiels betraut, in dem sich Turin Calcio und der spätere Titelträger Ajax Amsterdam 2:2-Unentschieden trennten.
Zwar hatte Worrall 1994 die Altersgrenze erreicht, durfte aber aufgrund der gezeigten Leistungen eine weitere Spielzeit in der höchsten englischen Spielklasse pfeifen. Nach dem Ende der aktiven Schiedsrichterlaufbahn agierte er als Schiedsrichterbeobachter und -funktionär.